# Overijssel
L'Overijssel (ancienne orthographe : Overyssel ; en bas-saxon : Oaveriessel ; littéralement « Outre-Yssel », maintenant littéralement « Au-dessus de l'Yssel »)  est une province de l'est des Pays-Bas. Son chef-lieu est Zwolle. L'IJssel, rivière dont elle tire son nom, forme en grande partie la frontière naturelle avec la province de Gueldre au sud. En 2020, l'Overijssel compte 1 162 406 habitants pour une superficie de 3 420,74 km2 dont 3 319 km2 de terres.

## Géographie

### Situation et relief

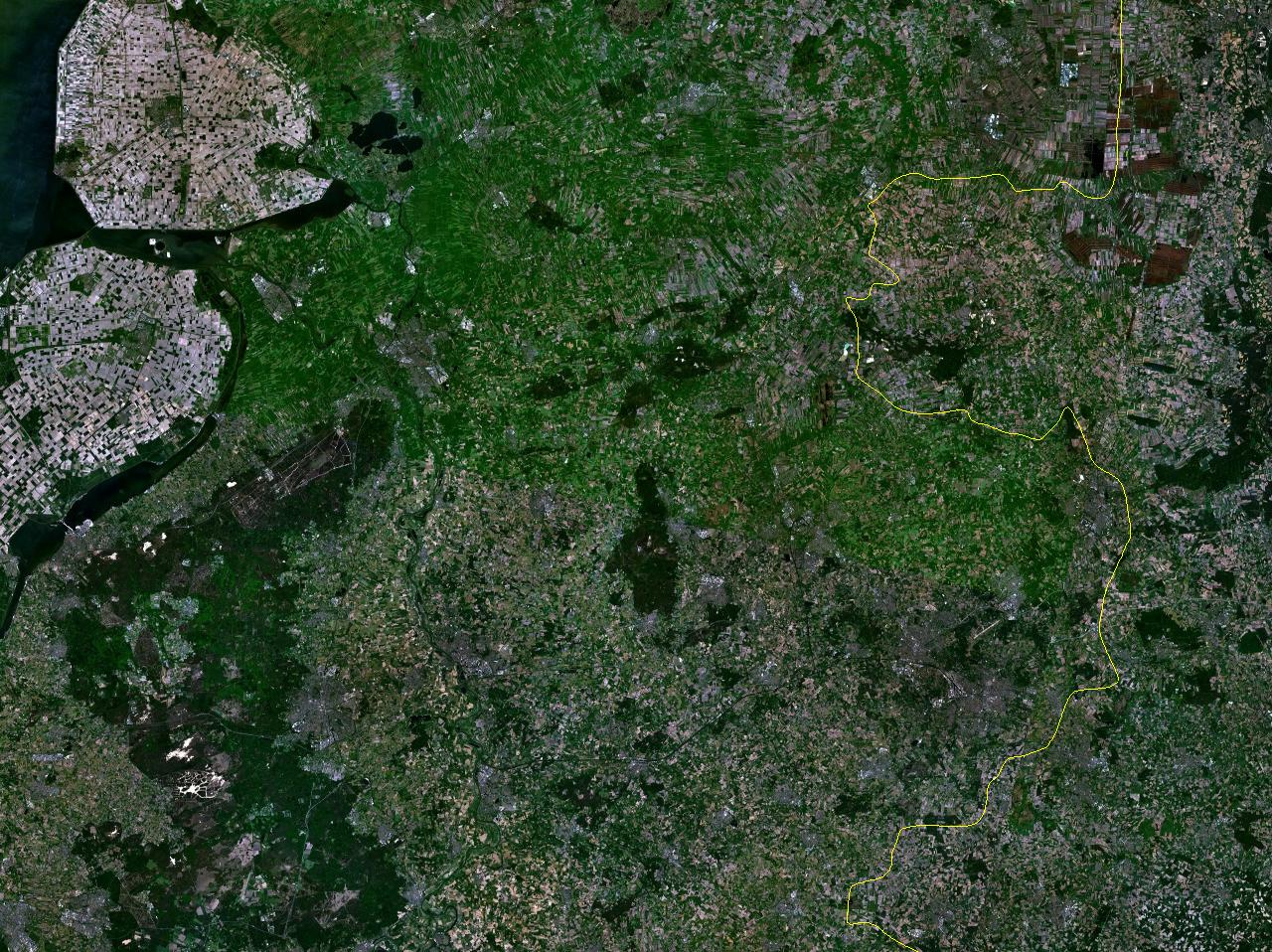
Photographie satellite de l'Overijssel (2005).

L'Overijssel borde l'Allemagne à l'est, les provinces de Drenthe et Frise au nord, le Flevoland à l'ouest et Gueldre au sud.
D'un point de vue géophysique, elle est enserrée entre l'IJsselmeer, l'IJssel (la plus grande rivière de la province) et les collines de Veluwe à l'ouest, les fagnes de Drenthe au nord, la frontière allemande à l'est et l’Achterhoek au sud. La province se compose de petites rivières et ruisseaux à fond sableux, sauf dans le nord-ouest, où les polders et les lacs dominent.

### Urbanisation

#### Communes
L'Overijssel compte 25 communes. Au 1er janvier 2001, il y en avait encore 44 mais une réorganisation provinciale a ramené ce nombre à 26. Le 1er janvier 2005, les communes de Deventer et de Bathmen ont fusionné sous le nom de Deventer, abaissant ainsi le nombre total de communes de la province à 25.
| - Almelo - Borne - Dalfsen - Deventer - Dinkelland - Enschede - Haaksbergen - Hardenberg - Hellendoorn - Hengelo - Hof van Twente - Kampen - Losser | - Oldenzaal - Olst-Wijhe - Ommen - Raalte - Rijssen-Holten - Staphorst - Steenwijkerland - Tubbergen - Twenterand - Wierden - Zwartewaterland - Zwolle | Vue d'ensemble des communes (2015) |

##### Localités bénéficiant du statut de villes

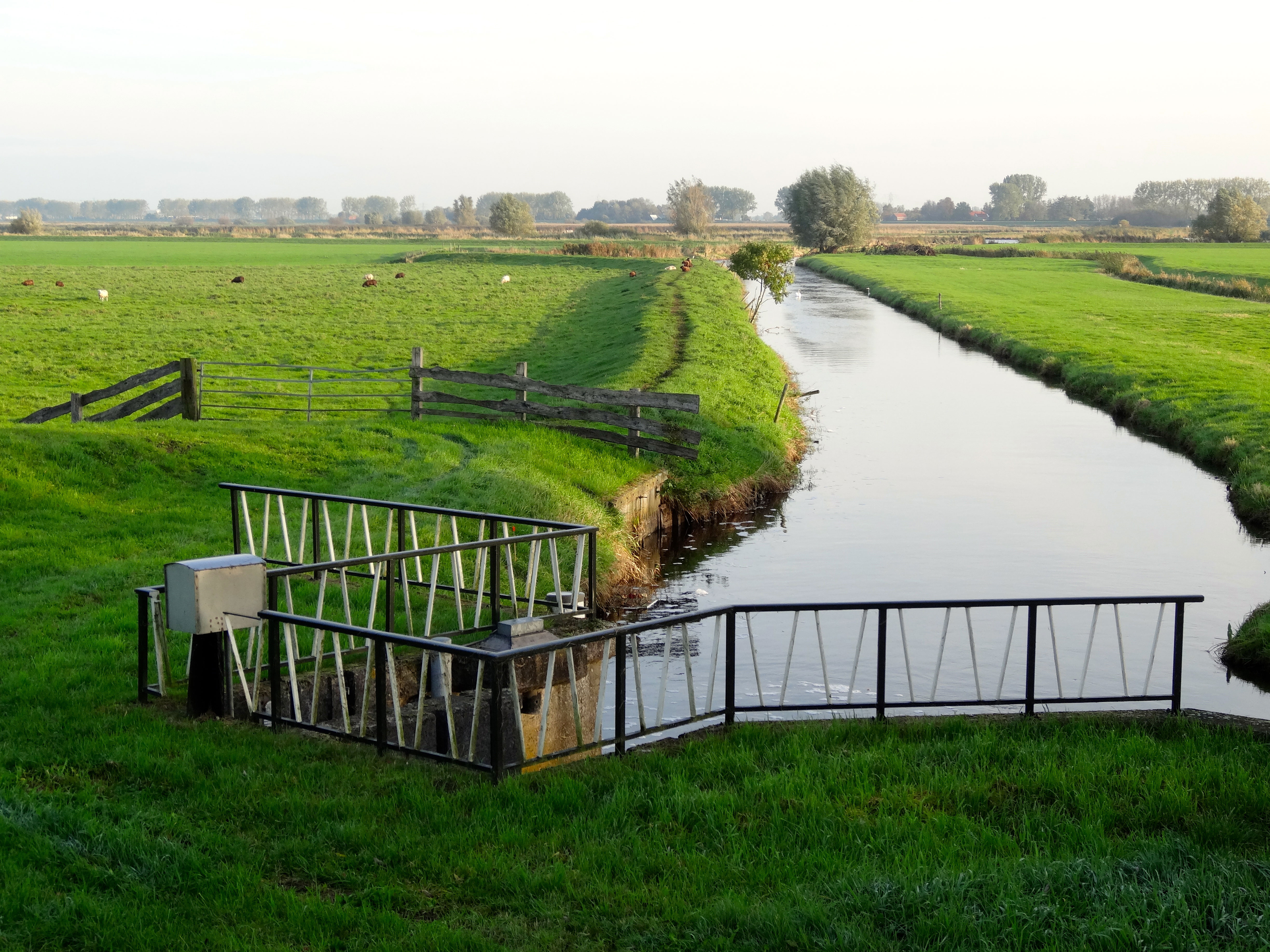
Vue d'un paysage typique de l'Overijssel.

Les localités suivantes ont le statut de ville (de par l'obtention des privilèges ou d'une charte communale au Moyen Âge) : Almelo, Blokzijl, Delden, Deventer, Diepenheim, Enschede, Genemuiden, Goor, Grafhorst (qui n'est en fait qu'un village de la commune de Kampen), Gramsbergen, Hardenberg, Hasselt, Kampen, Oldenzaal, Ommen, Ootmarsum, Rijssen, Steenwijk, Vollenhove, Wilsum, Zwolle (chef-lieu).
Le plus grand village de la province est Enschede.

#### Transports

##### Réseau routier
La province d'Overijssel est une importante région de transit vers l'Allemagne et le nord des Pays-Bas.
Les principales voies sont l'A1, l'A28 et la N35.
L'A1 débute à Deventer, et traverse Hengelo, Oldenzaal, vers la frontière allemande où elle se connecte à l'autoroute allemande A30. La A28 s'étend sur kilomètres dans la province mais reste la route la plus encombrée d'Oversijssel, avec 130 000 véhicules par jour sur le pont de l'IJssel.
La A32 s'étend de Meppel à Leeuwarden et constitue une artère principale pour rejoindre le nord-ouest de la province.
La N35 est une importante voie de l'Overijssel central. La route relie l'A28 à Zwolle, et passe par Raalte et Nijverdal pour rejoindre Wierden, où elle bifurque vers l'A35, le long de la frontière allemande. La N35 est ainsi la principe connexion vers les villes de la Ruhr et Münster.
La N50 est une autre importante liaison entre Zwolle et Kampen, reliant plus largement le Flevoland à Groningue.

##### Navigation fluviale
La plus importante rivière de l'Overijssel, l'IJssel, forme une grande partie de la frontière de la province avec la Gueldre. Elle est donc une voie navigable très fréquentée. La Zwarte Water entre Zwolle et Genemuiden est également navigable. Trois canaux principaux existent :
- le canal de Twente (Twentekanaal), qui s'étend de Zutphen (Gueldre) à Enschede, via Hengelo ;
- le canal d'Almelo à De Haandrik (Kanaal Almelo-De Haandrik), situé à l'est de l'Overijssel ;
- le Zwolle-IJsselkanaal, une sorte de canal reliant la Zwarte Water en l'IJssel.

D'autres canaux existent, comme l'Overijssels Kanaal, l'Almelo-Nordhornkanaal et le Soestwetering, mais ces derniers n'ont pas vocation à être navigués à des fins de transport.

##### Transport ferroviaire
Trois liaisons interurbaines dites Intercity traversent l'Overijssel : Enschede-Randstad ; Zwolle-Roosendaal et Groningue/Leeuwarden-Randstad. Les principales gares sont celle de Zwolle, qui centralisent les départs et arrivées des trains, et de Deventer, qui assure les correspondances entre plusieurs trains. De plus, le train international à destination de Berlin effectue un arrêt à Deventer.
En Overijssel, les liaisons ferroviaires existantes sont les suivantes :
- En partant de Zwolle :
  - Zwolle - Steenwijk (- Leeuwarden)
  - Zwolle - Hardenberg (- Emmen)
  - Zwolle - Almelo
  - Zwolle - Deventer (- Arnhem)
  - Zwolle (- Amersfoort)
  - Zwolle - Kampen Zuid (- Lelystad)
  - Zwolle - Kampen

- Autres liaisons :
  - Almelo - Mariënberg
  - (Apeldoorn -) Deventer - Almelo - Enschede
  - (Zutphen -) Goor - Hengelo - Oldenzaal (- Bad Bentheim (D))
  - Enschede - Glanerbrug (- Gronau (D))

##### Transport aérien
L'Overijssel était desservi par l'aéroport Enschede Airport Twente jusqu'en 2008, année de sa fermeture. Depuis, plusieurs initiatives ont envisagé sa réouverture, mais aucune n'a débouché sur un plan concret.

## Histoire
Au Moyen Âge, le terme Oversticht désignait le territoire formé par les provinces actuelle de Drenthe et d'Overijssel. Dès 1233, le nom Transysla ou Transisalania (littéralement « de l'autre côté de l'IJssel ») est utilisé en latin pour désigner cette région, qui fait partie de la principauté épiscopale d'Utrecht.
Les localités suivantes ont le statut de ville (de par l'obtention des privilèges ou d'une charte communale au Moyen Âge) : Almelo, Blokzijl, Delden, Deventer, Diepenheim, Enschede, Genemuiden, Goor, Grafhorst (qui n'est en fait qu'un village de la commune de Kampen), Gramsbergen, Hardenberg, Hasselt, Kampen, Oldenzaal, Ommen, Ootmarsum, Rijssen, Steenwijk, Vollenhove, Wilsum, Zwolle (chef-lieu).
La principauté d'Utrecht, dont faisait partie l'Overijssel, fut cédée en 1528 à Charles Quint, empereur du Saint-Empire romain germanique. Le nom d'Oversijssel (qui correspond en néerlandais aux termes latin Transysla et Transisalania) entra alors en usage, et les villes hanséatiques de Deventer, Kampen en Zwolle ainsi que la Salland, la Twente et Vollenhove furent rattachés à cette région.
À partir de la révolte contre Philippe II d'Espagne, la région fait partie de la République des sept Provinces-Unies des Pays-Bas et elle est administrée par les maires des grandes villes et les membres de la chevalerie. Après la brève occupation par l'évêque de Münster de 1672 à 1674, les lieutenants-gouverneurs (stathouders) ont gagné en pouvoir. À la formation de la République batave en 1795, l'Overijssel fut regroupé avec la Gueldre, la Drenthe, la Frise, dans le département du Vieil IJssel. Les anciennes frontières de la province furent restaurées en 1801, par la régence d'État.

## Démographie
| Année (au 31 déc.) | 1960    | 1970    | 1980      | 1990      | 2000      | 2012      | 2013      |
| ------------------ | ------- | ------- | --------- | --------- | --------- | --------- | --------- |
| Population         | 783 355 | 932 946 | 1 027 836 | 1 026 325 | 1 086 280 | 1 139 350 | 1 139 697 |

## Politique
Les États provinciaux sont l'assemblée administrative de la province, composée de 47 membres élus tous les quatre ans. Jusqu'aux élections de mars 2007, la province de l'Overijssel élisait 63 membres mais une modification législative rapporta le nombre d'élus provinciaux de tout le pays de 764 à 564.
L'instance exécutive est la députation provinciale, présidée par le commissaire du roi nommé par le gouvernement des Pays-Bas. L'actuelle députation provinciale est composée par le CDA, le VVD, la CU et le SGP, totalisant à eux tous 24 des 47 sièges.

## Langues et culture
Les dialectes locaux, comme le sallaands parlé dans l'ouest de la province, appartiennent au bas-saxon.
Le pain d'épices de Deventer est renommé.

## Galerie

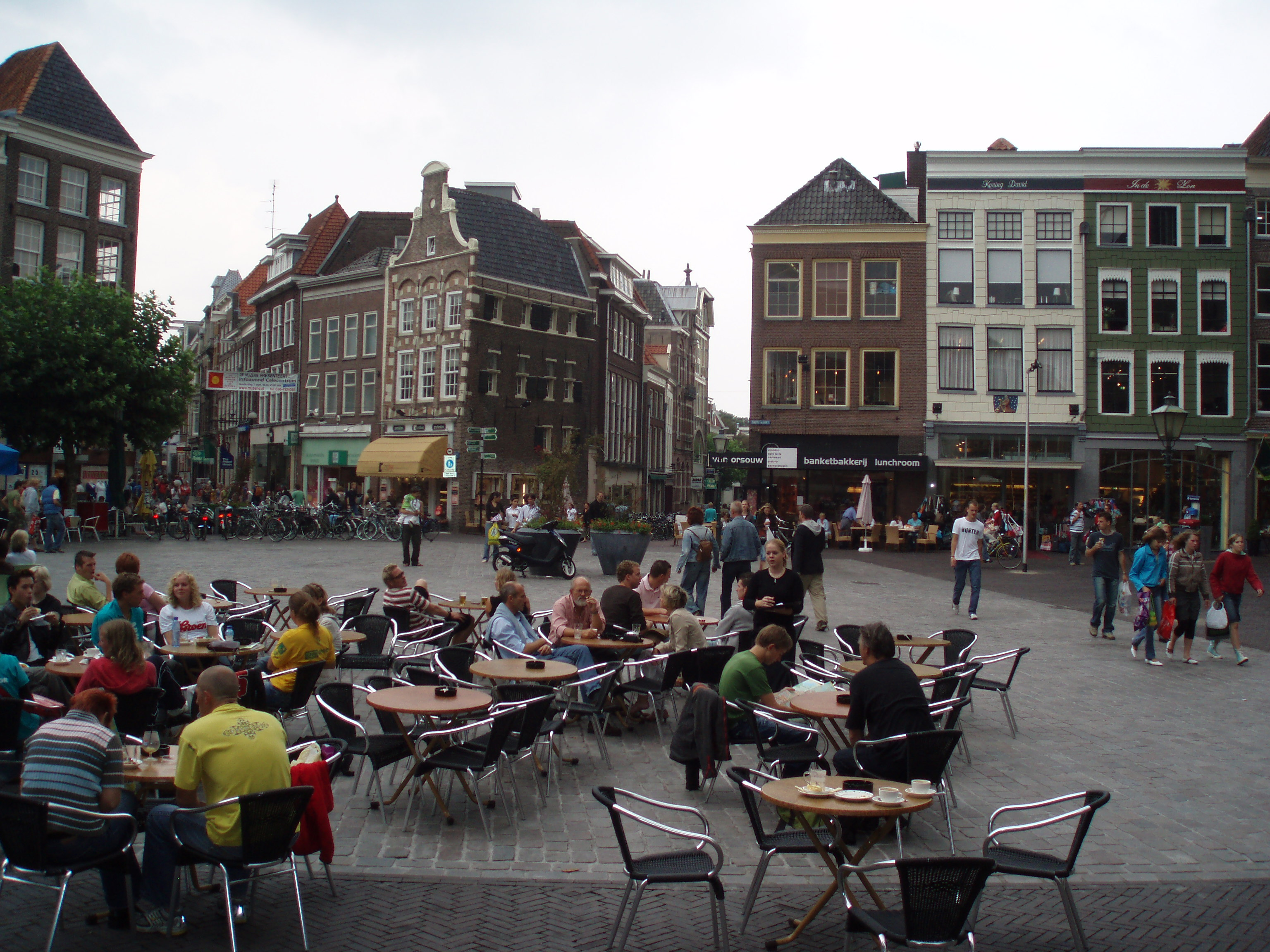
Le Grand Marché (De Grote Markt) à Zwolle, capitale provinciale.
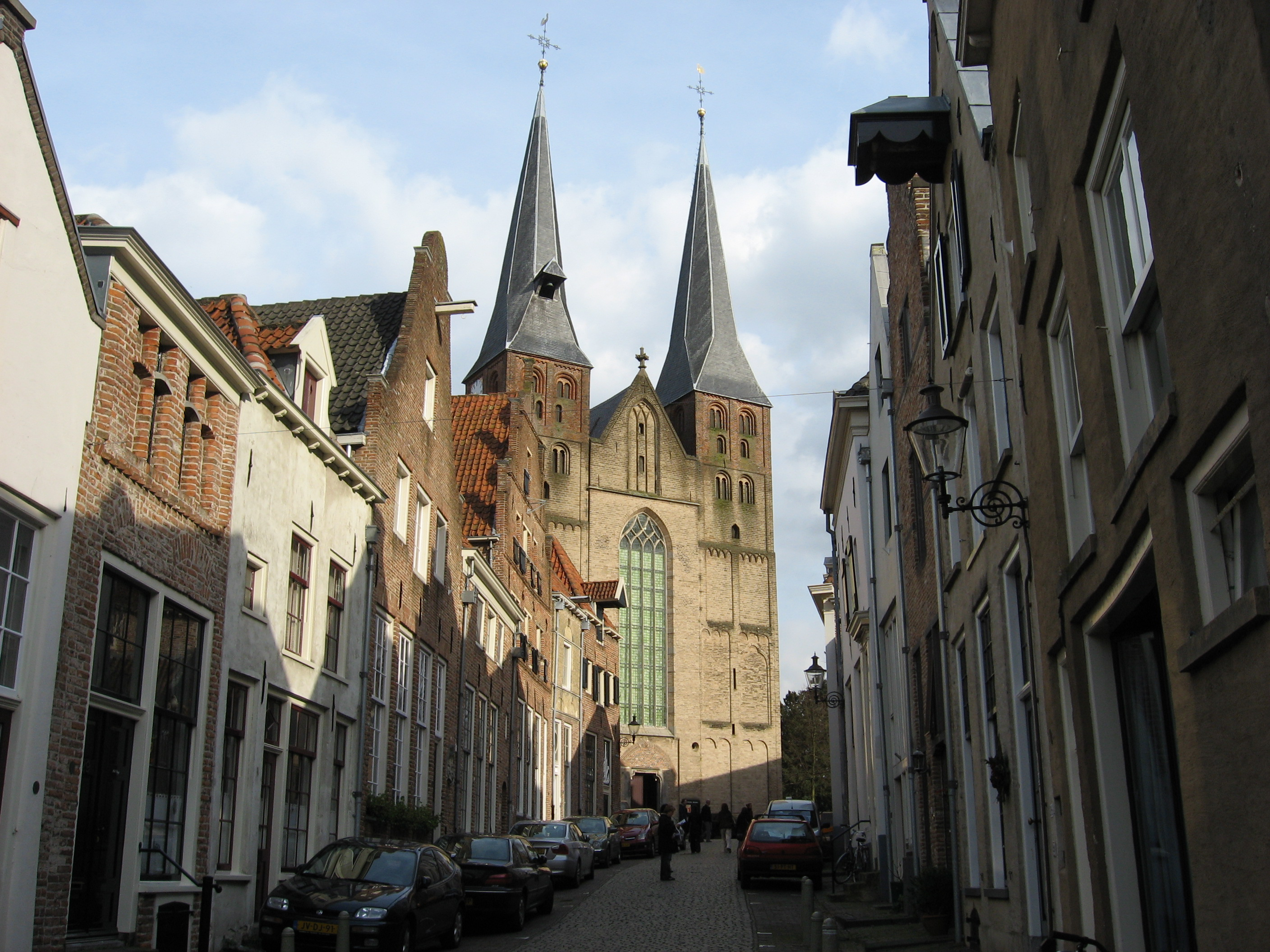
Deventer : l'église de Bergkerk, située dans la Bergstraat.
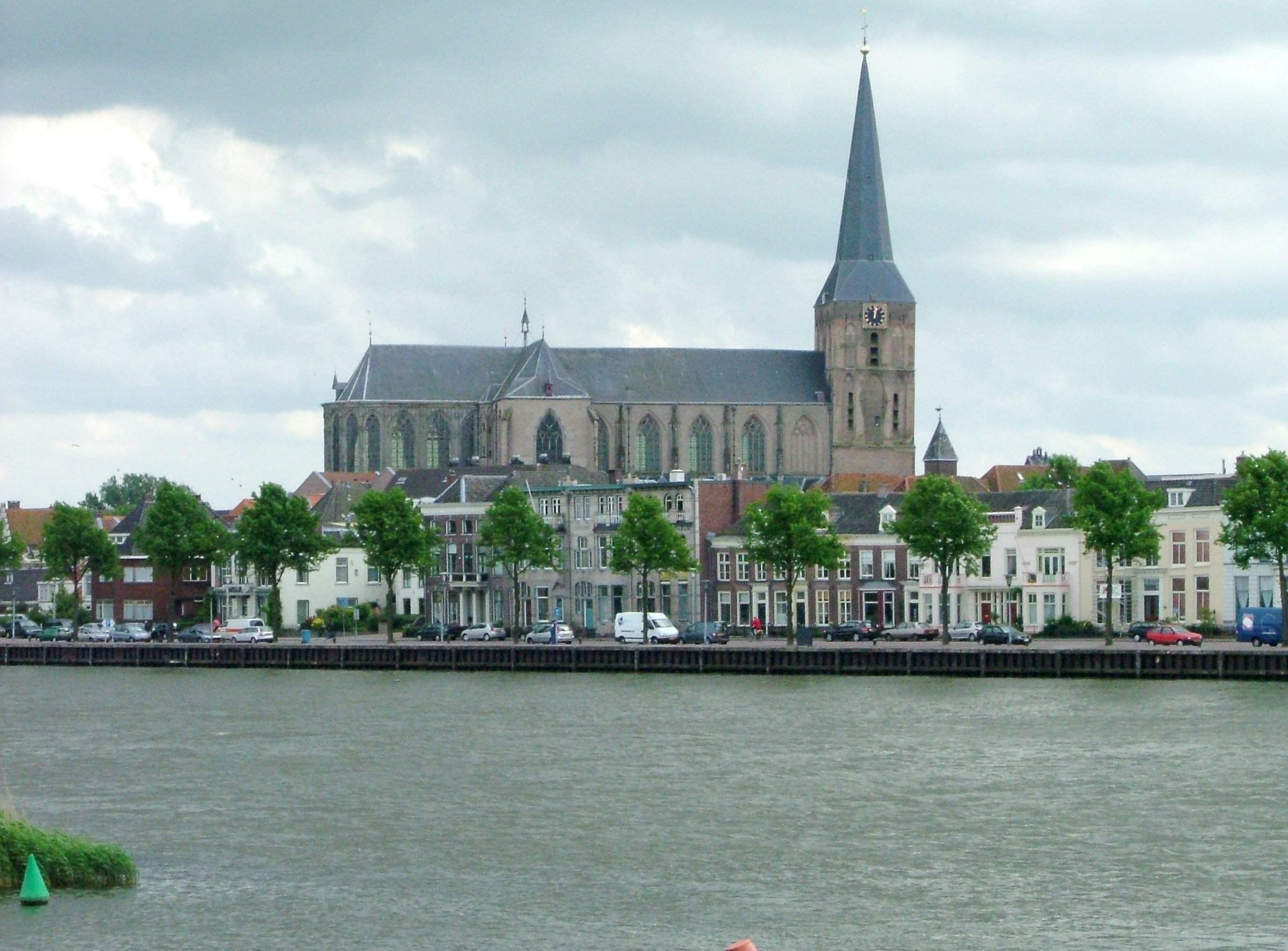
L’église Supérieure (De Bovenkerk) de Kampen et le quai de l'IJssel.
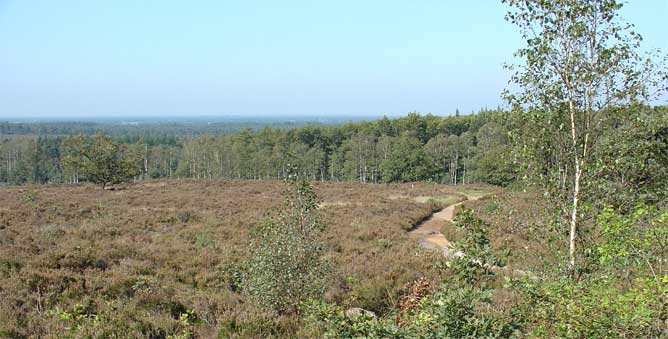
Le parc national Sallandse Heuvelrug près de Nijverdal.
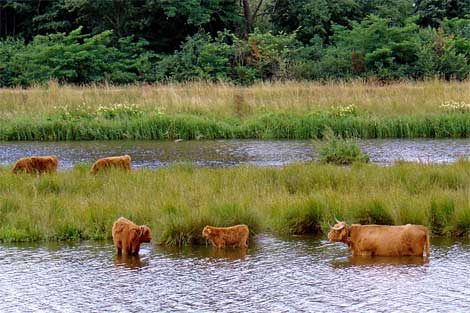
L'Overijsselse Vecht près de Hardenberg.
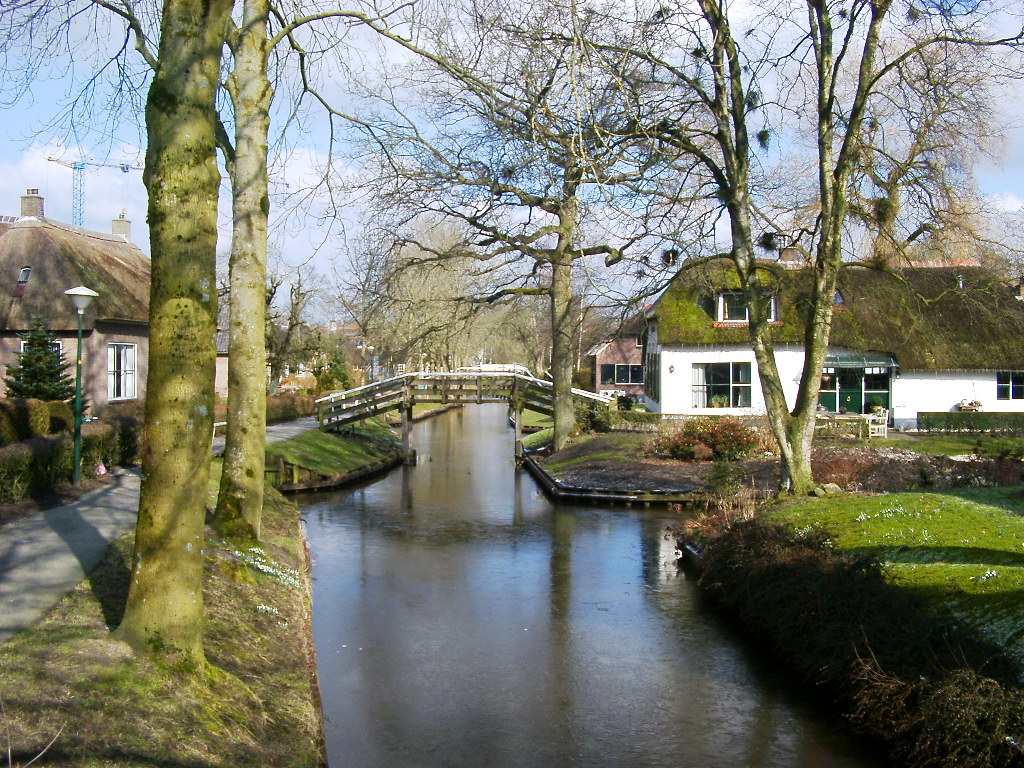
Un canal à Giethoorn.
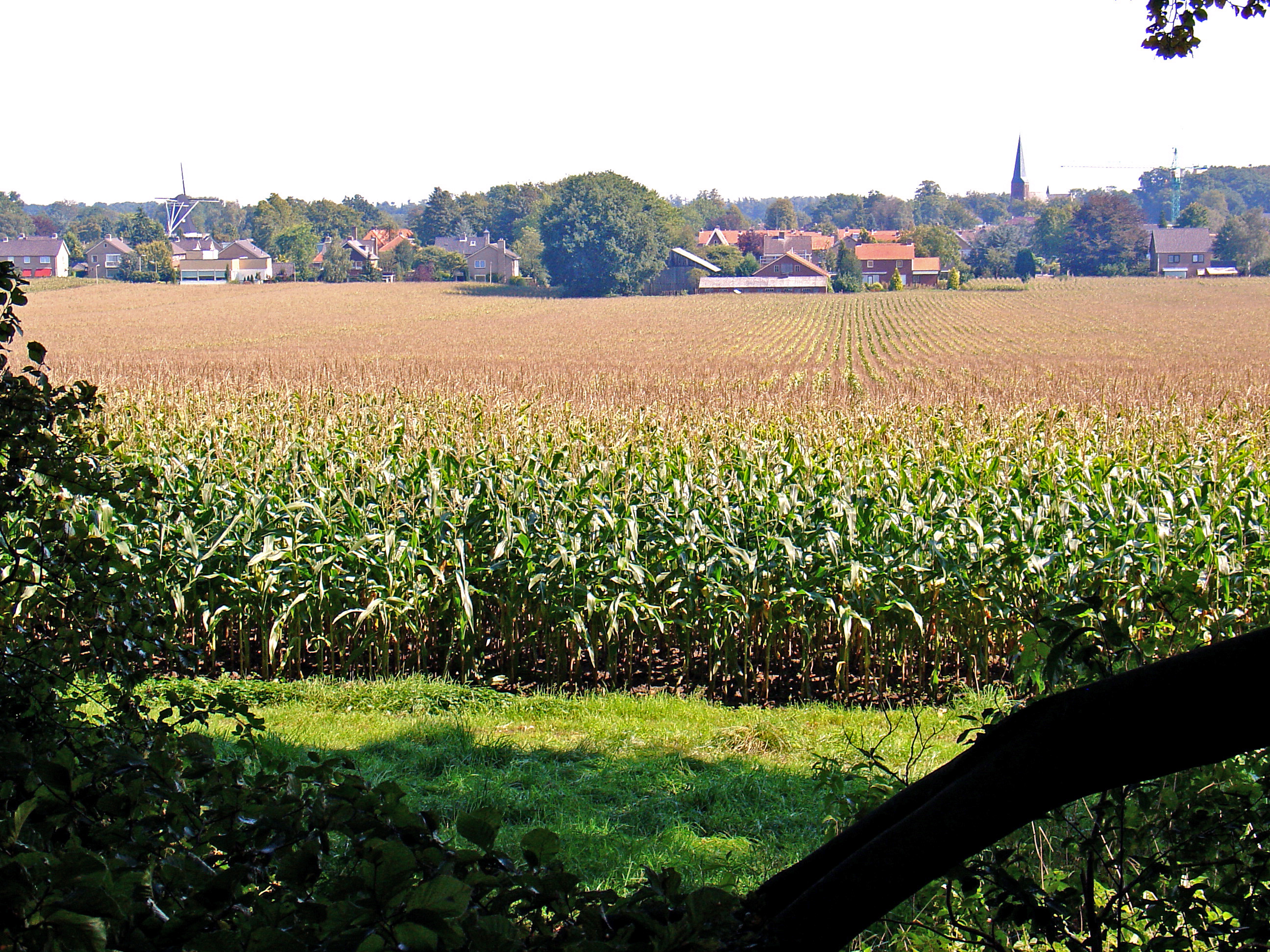
Vue sur le village de Hellendoorn.
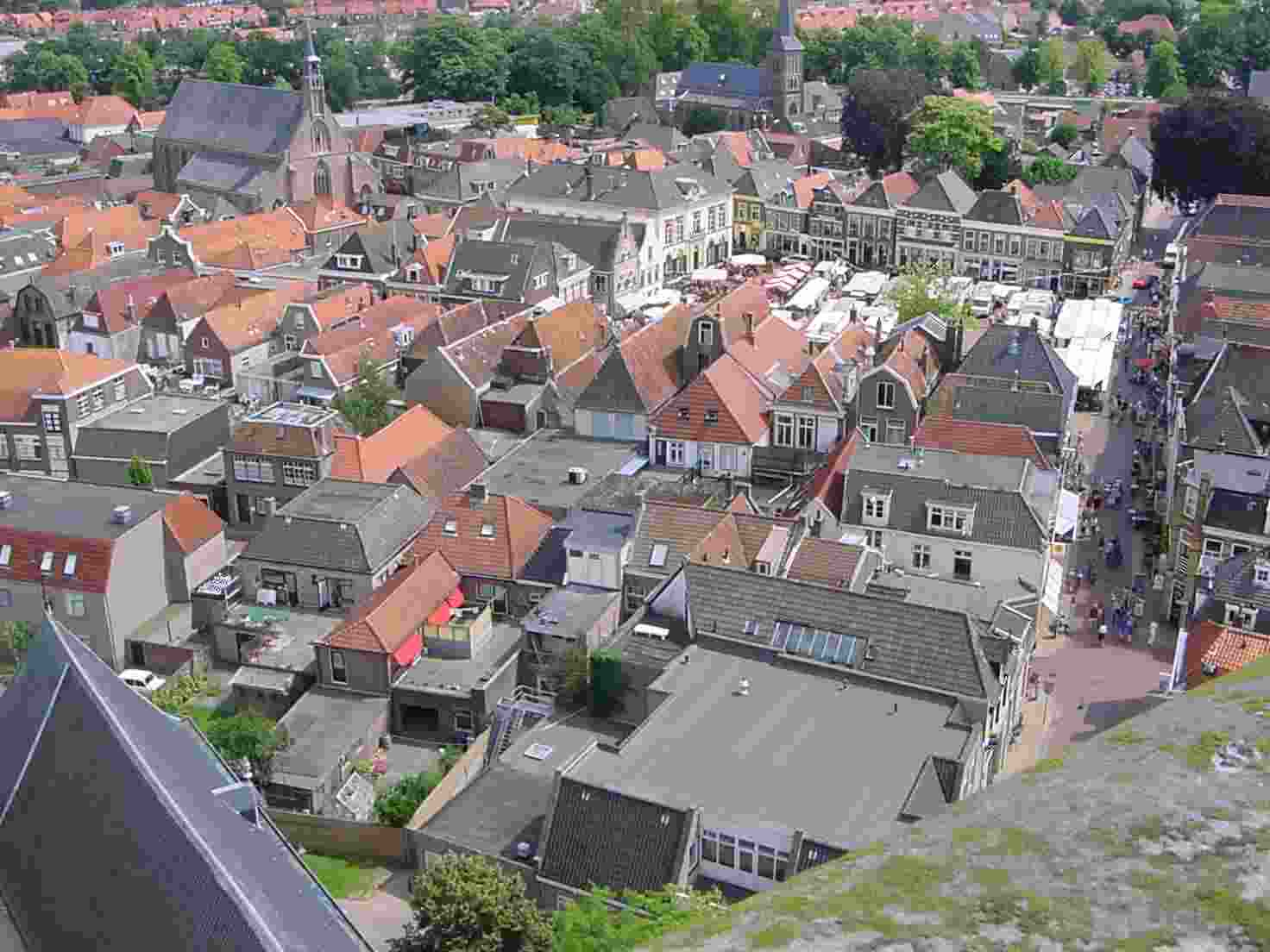
Vue sur le centre de Steenwijk, depuis la Tour Saint-Clément (Sint-Clemenstoren).
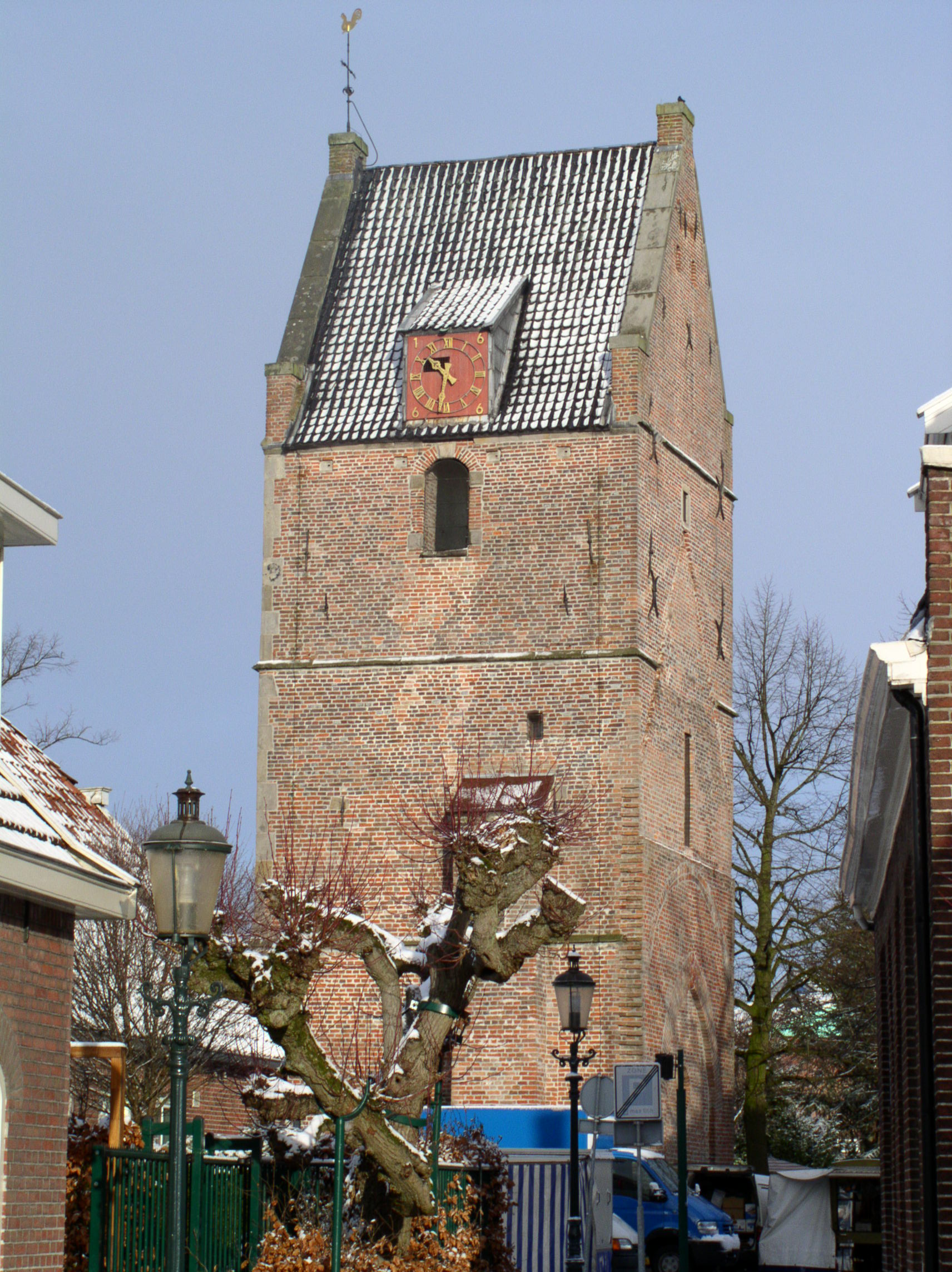
La Martinustoren à Losser.
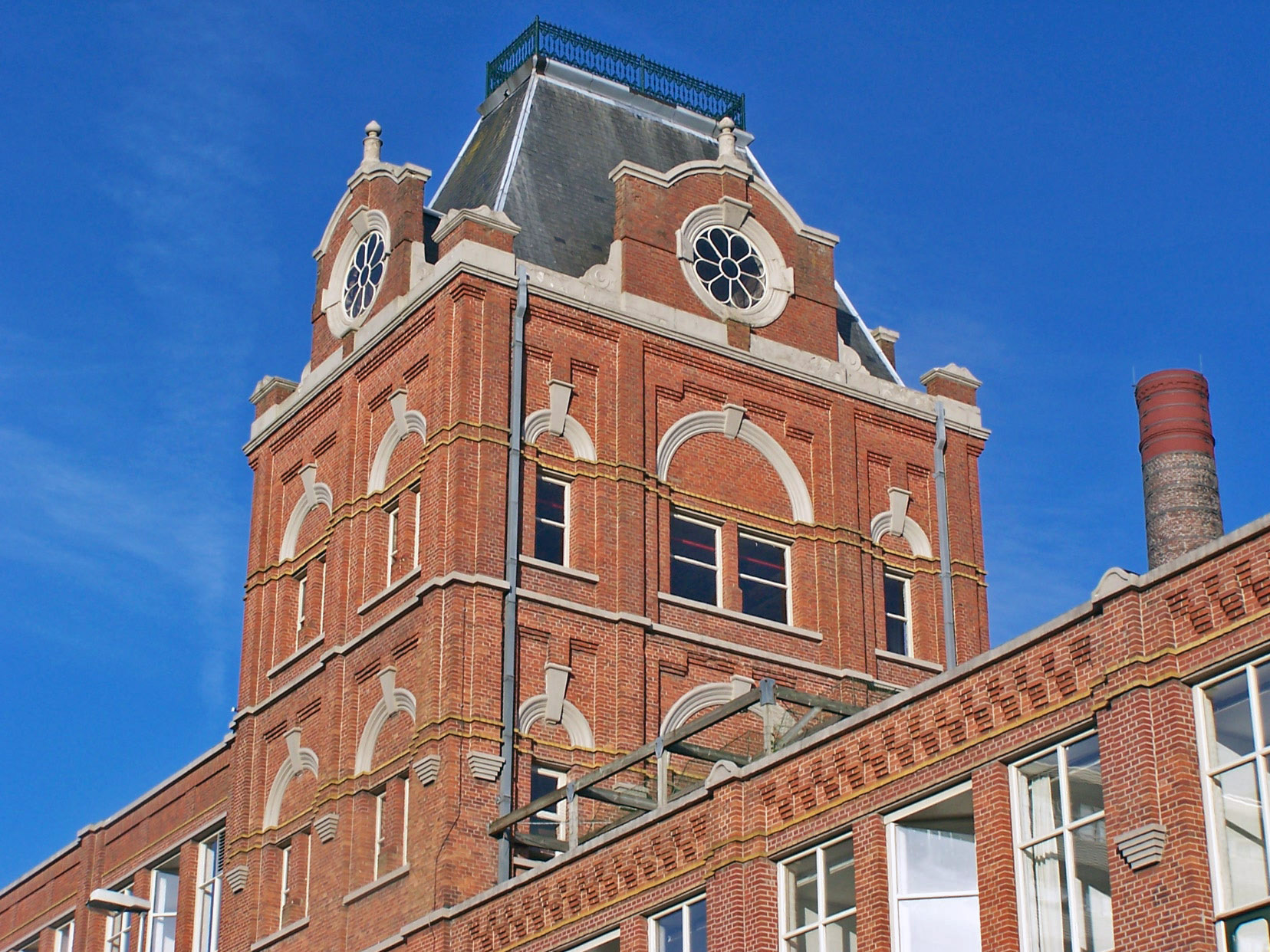
Enschede : Les châteaux d'eau de Jannink datant de 1900.
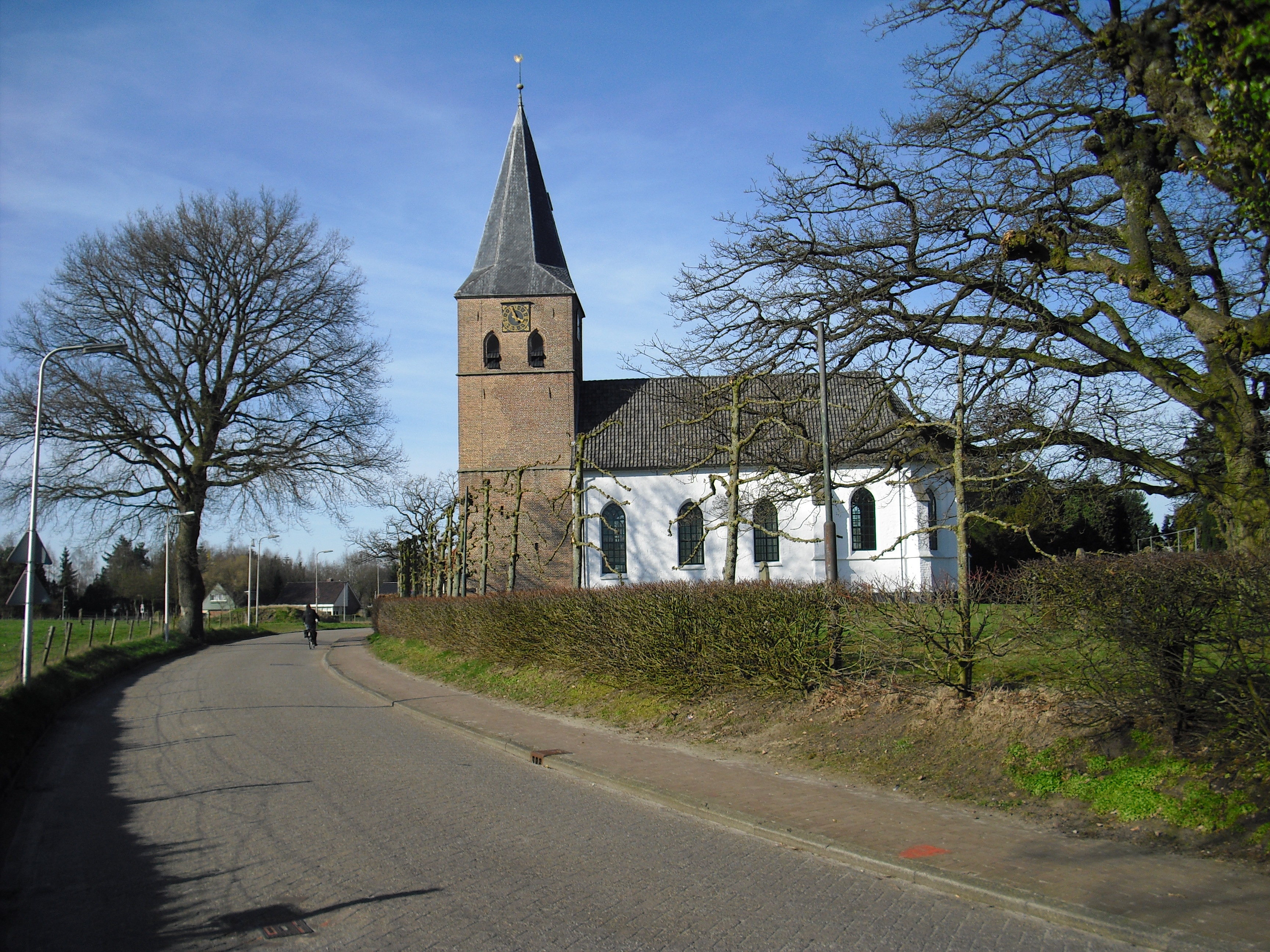
L'église Saint-Lambert (Sint-Lambertuskerk) de Heemse datant du XIIIe siècle.
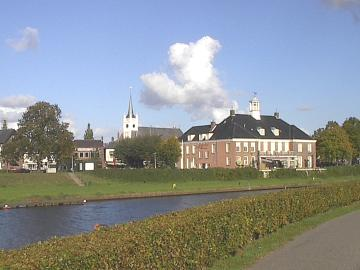
La petite ville d'Ommen vue de la rive gauche de l'Overijsselse Vecht.
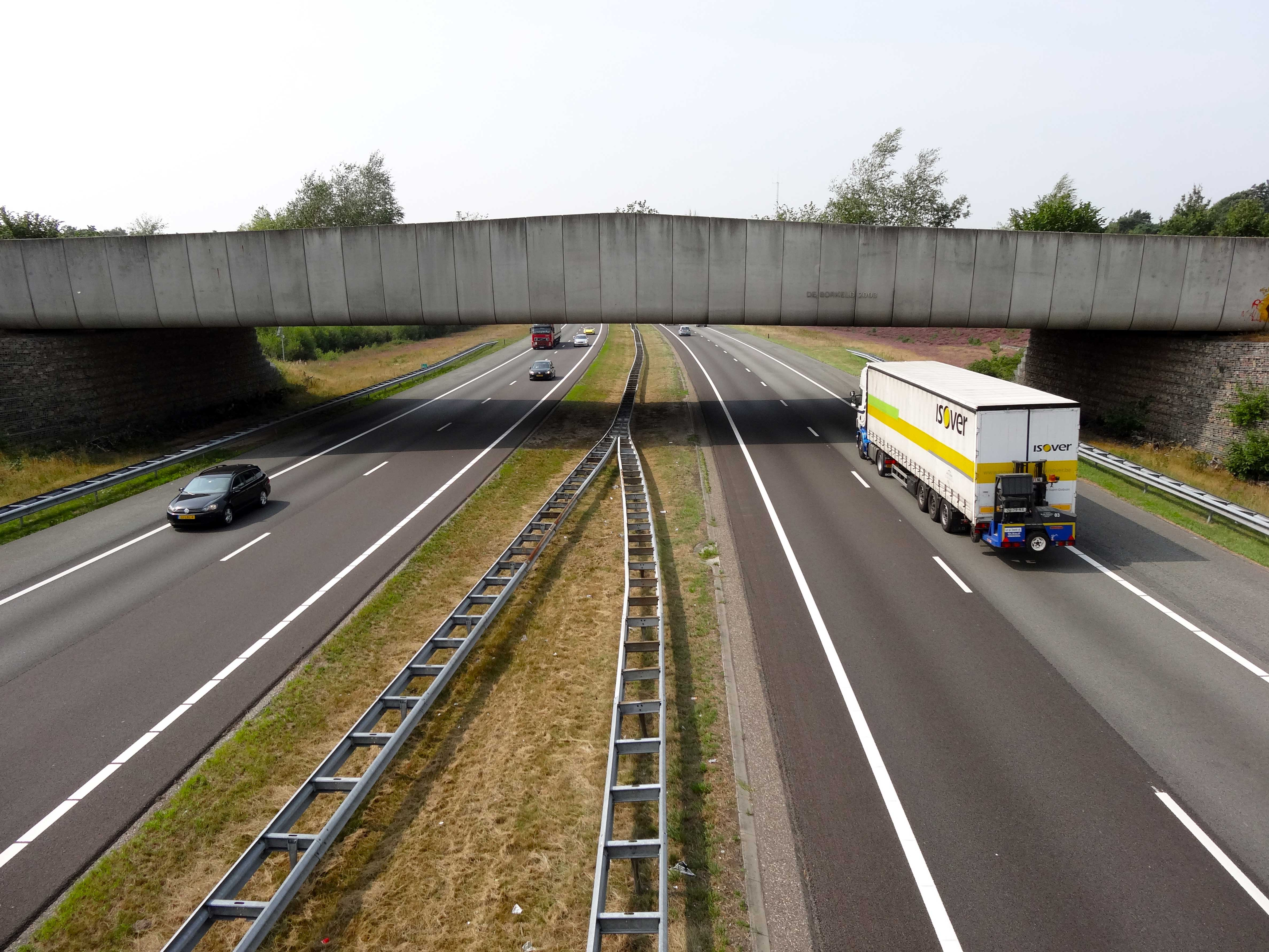
L'autoroute A1 passant à travers la réserve naturelle de Borkeld.
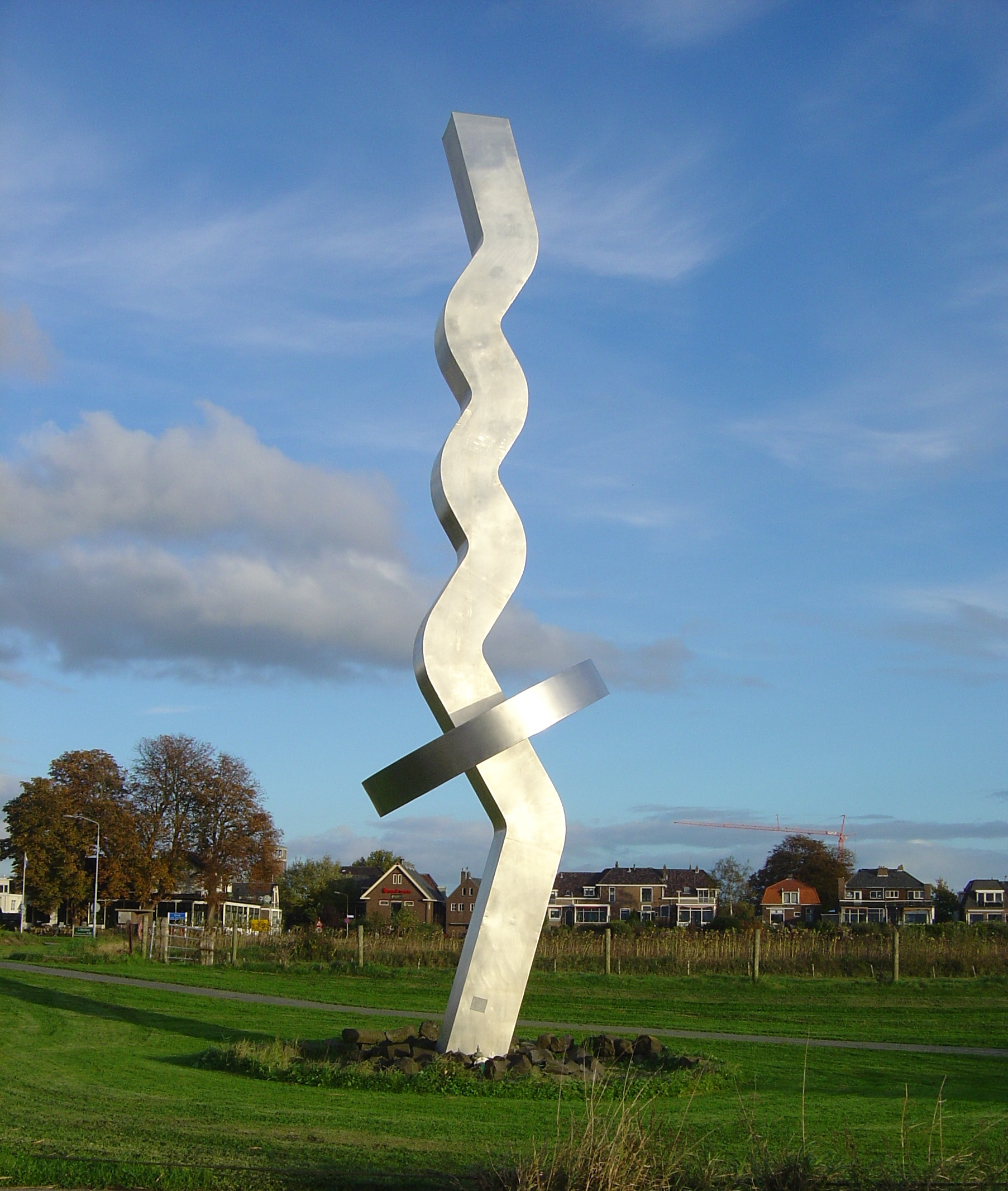
Sculpture Baken van Overijssel à Olst.
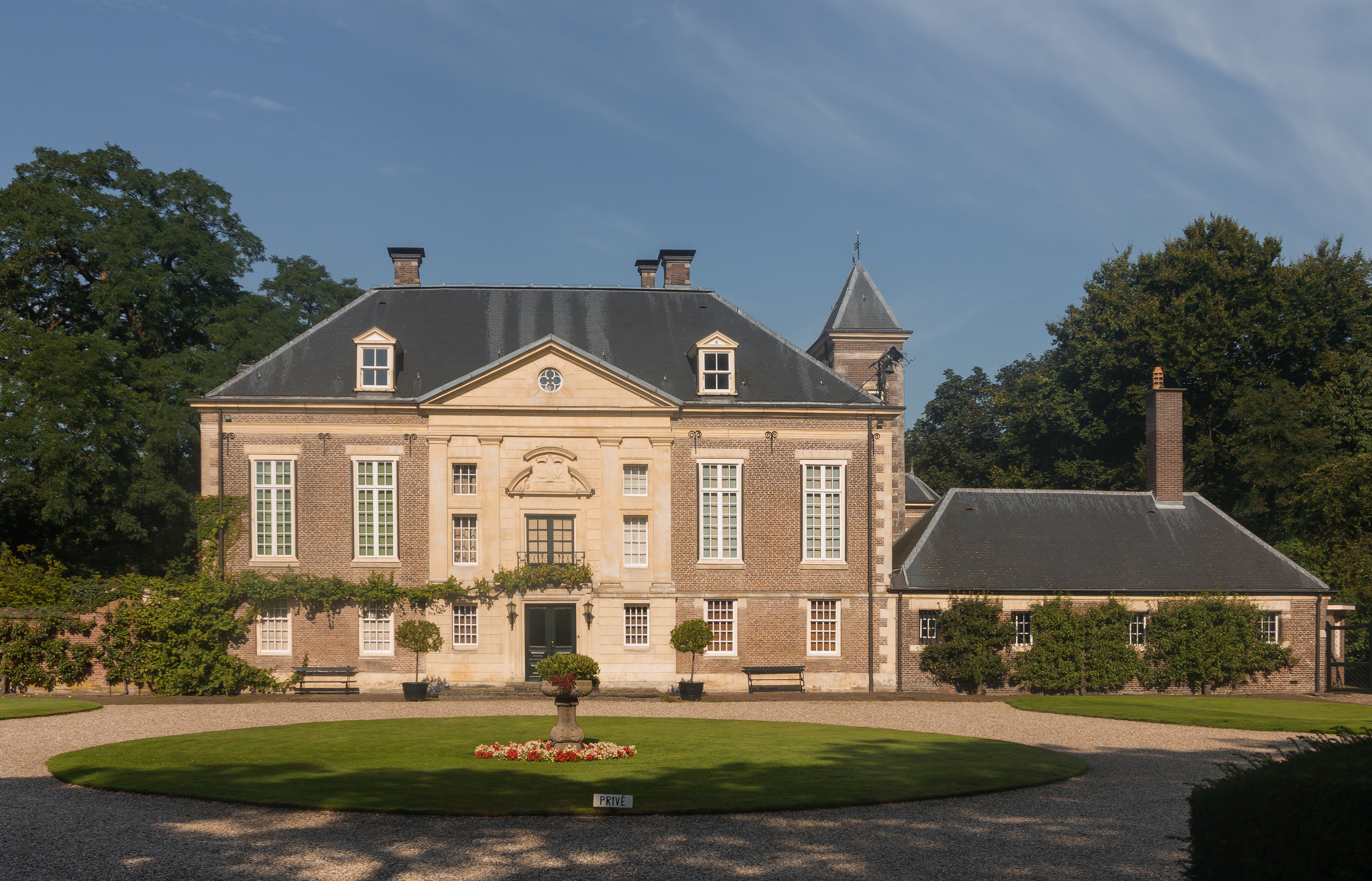
Het Huis Diepenheim, dans la ville éponyme.